# Najstarszy dom w Beeskowie
Najstarszy dom w Beeskowie (niem. Ältestes Haus in Beeskow) – zabytkowy budynek z muru pruskiego stojący naprzeciwko kościoła Mariackiego w Beeskowie, przy Kirchgasse. Jest najstarszym zachowanym domem we wschodniej Brandenburgii.
Obiekt wzniesiono jako spichlerz w końcu XV wieku. Badania dendrochronologiczne użytego drewna jako daty wyrębu wskazały lata 1482 i 1485–1487. Jako jeden z nielicznych budynków przetrwał pożary miasta w latach 1512 i 1513. Przebudowano go wówczas na dom mieszkalny i funkcję tę pełnił do 1983. Po śmierci ostatniego właściciela przez kilka lat stał pusty, a obecnie jest użytkowany przez Koło Artystyczne w Beeskowie. Od maja 1995 jest też otwarty dla zwiedzających.
Wysunięta górna kondygnacja podtrzymywana jest przez profilowane konsole z fryzem schodowym. Po przebudowie na budynek mieszkalny w domu urządzono m.in. sypialnię na piętrze. Obniżenie ściany wschodniej spowodowało, że szczyt wschodni na początku XVIII wieku musiał zostać ustabilizowany drugą ścianą szczytową. Obiekt ma ponad 10,20 metra długości i 5,30 metra szerokości. 

## Galeria

Najstarszy dom w Beeskowie
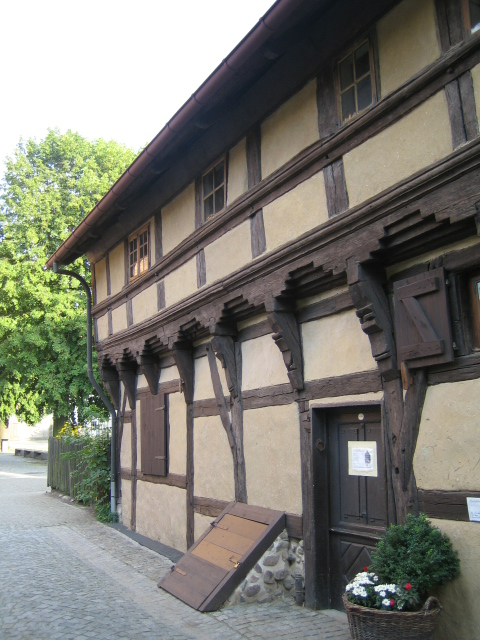
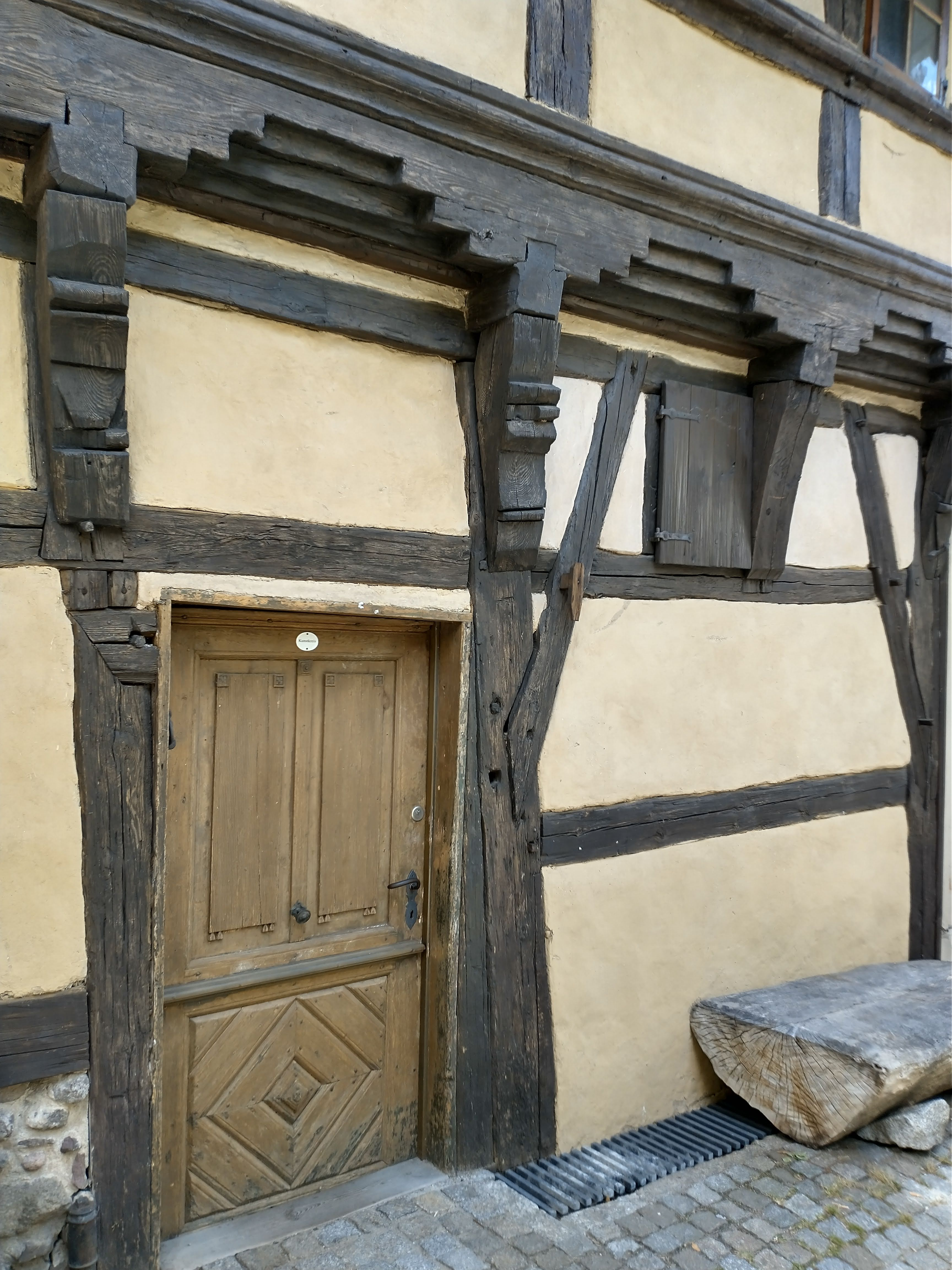
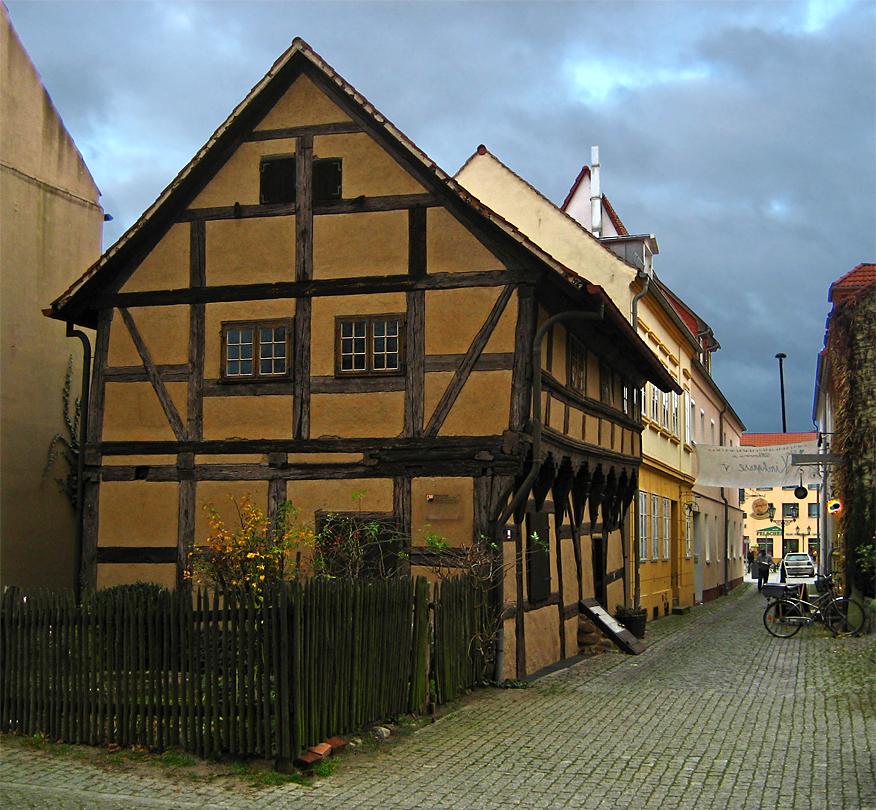
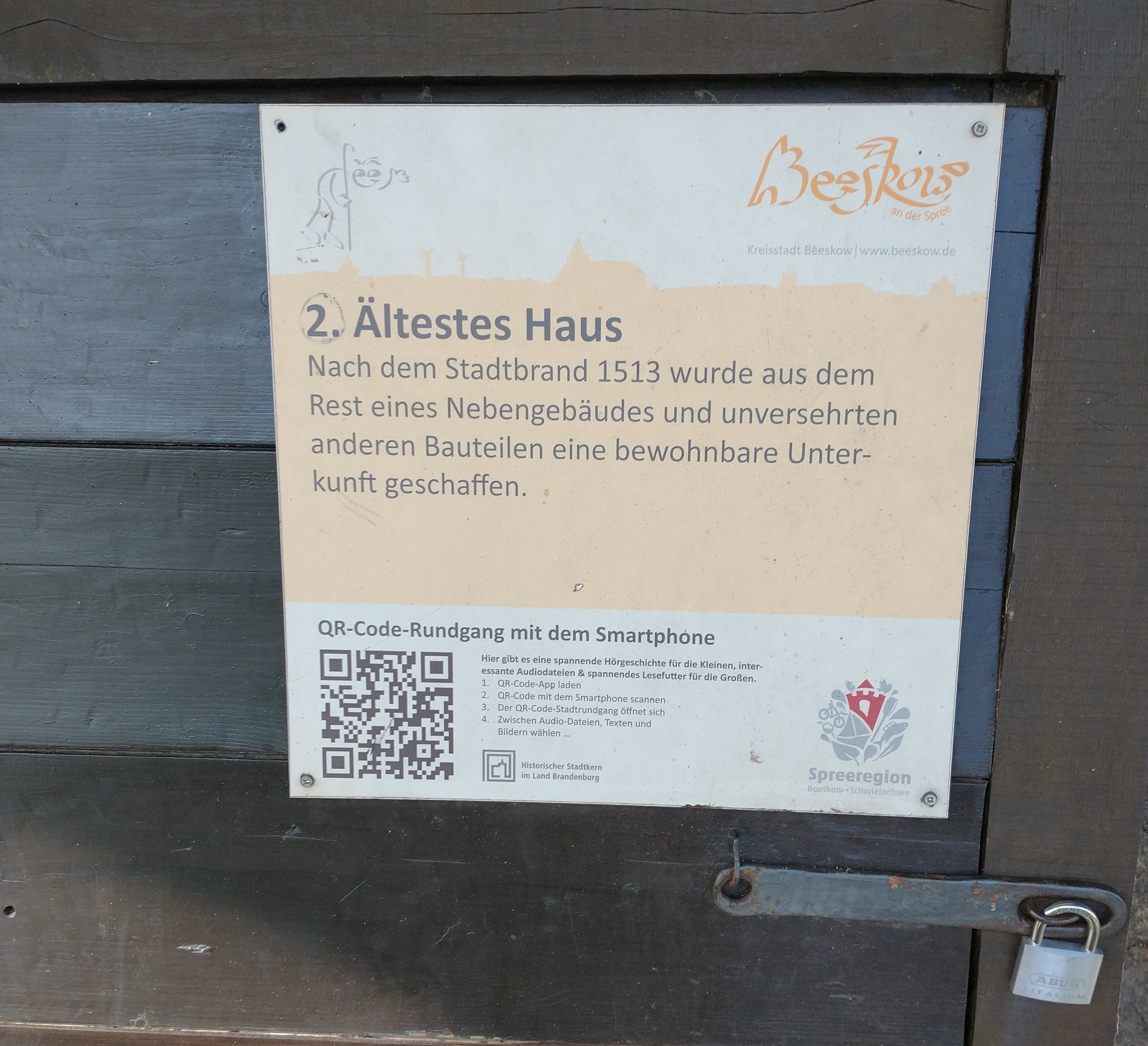